# Halosphaeria mediosetigera
Halosphaeria mediosetigera är en svampart. Halosphaeria mediosetigera ingår i släktet Halosphaeria och familjen Halosphaeriaceae.

## Underarter
Arten delas in i följande underarter:
- grandispora
- mediosetigera